# EMate 300
El eMate 300 es un asistente digital personal diseñado, fabricado y vendido por Apple Computer y dirigido al mercado educativo como una computadora portátil de bajo coste usando el sistema operativo Newton. Fue el único dispositivo con sistema operativo Newton y teclado incorporado. El eMate se lanzó el 7 de marzo de 1997 con un precio de 799 dólares. El 27 de febrero de 1998 se anunció la cancelación del desarrollo del sistema operativo Newton y de todos los dispositivos basados en el mismo, que incluía además del eMate 300 la línea de productos Apple Newton.

## Características
El eMate 300 disponía de una pantalla monocromo retroiluminada de 6.8 " con escala de grises de 16 tonos y una resolución de 480x320, lápiz óptico, teclado, puerto de infrarrojos y puertos serie/LocalTalk estándar de Macintosh.
El tamaño del teclado era aproximadamente un 85% del de un teclado estándar de "tamaño completo".
La alimentación eléctrica era proporcionada por baterías recargables integradas en el equipo, que proporcionaban hasta 28 horas uso con la carga completa. Para conseguir su precio bajo, el eMate 300 no tenía todas las características del equipo equivalente de la serie Newton, el MessagePad 2000. El eMate utilizaba un procesador RISC ARM 710a a 25 MHz y tenía menos memoria que el MessagePad 2000 que usaba un procesador RISC StrongARM 110 y tenía más posibilidades de ampliación.

## Expansión
A diferencia de la línea de productos MessagePad, el eMate 300 disponía de una ranura interna para la ampliación de memoria. Estaba ubicada en una tapa ubicada bajo la puerta de la batería, y compartía el espacio con la tarjeta de la ROM. Ambas tarjetas pueden ser insertadas en ambas ranuras, pero la tarjeta ROM es más grande, estando la tarjeta de expansión a la izquierda. Empresas como Newertech fabricaban tarjetas para el eMate. La mayoría de las tarjetas aumentaban el bus de datos de 16 bits a 32 bits, además de proporcionar DRAM (memoria de programa) y flash (almacenamiento) adicionales. Cuando se instalaba una de estas tarjetas, la DRAM interna de 1 MB quedaba desactivaba, pero la memoria RAM flash interna de 2 MB se combinaba con la memoria flash de la tarjeta. Por ejemplo: si una tarjeta de ampliación de memoria tenía 4 MB de DRAM y 2 MB de flash, Newton informaría de que tiene disponibles 4 MB de flash y 4 MB de DRAM, en vez de 5 MB de DRAM.
Además de la ranura de expansión, el eMate también incluía una ranura PCMCIA, que no era CardBus. La ranura podía albergar varios tipos de tarjetas diferentes, incluyendo módems, tarjetas de red Ethernet, tarjetas inalámbricas, tarjetas bluetooth y de memoria flash (lineal y ATA/Compact Flash).

## Diseño
El eMate 300 se presentaba como un estuche translúcido rígido y de aspecto duradero de color verde diseñado para un uso intenso en las aulas. El teclado de color verde oscuro era similar al de los PowerBooks de la misma época. Se produjeron prototipos del eMate en color púrpura, transparente, rojo y naranja destinados a exhibiciones y muestras, pero nunca pasaron a la fase de producción masiva.

## Otras referencias
- Linzmayer, Owen W. (2004). Apple Confidential 2.0: The Definitive History of the World's Most Colorful Company. No Starch Press. pp. 191-206. ISBN 1-59327-010-0. Consultado el 17 de diciembre de 2011.